# A sebhelyesarcú (film, 1983)
A sebhelyesarcú (Scarface) 1983-ban bemutatott amerikai gengszterfilm, melyet Brian De Palma rendezett, a forgatókönyvíró a később rendezővé váló Oliver Stone volt. A film az 1932-es, azonos című Howard Hawks-produkció remake-je, az Al Pacino által életre keltett Tony Montana alakját Al Capone karaktere ihlette.
Noha eleinte vegyes fogadtatásban részesült (kritikusai főként a nyers erőszak ábrázolása és a durva nyelvezet miatt bírálták), a film a jegypénztárakban jól teljesített és bemutatása óta a kultuszfilmek sorába emelkedett, nagy hatást gyakorolva a populáris kultúrára.

## Rövid történet
Egy kubai menekült, Tony Montana az 1980-as évek elején Floridába érkezve társaival együtt beszáll a kokain-bizniszbe és a maffia ranglétráján egyre magasabbra sikerül felkapaszkodnia, de eközben óhatatlanul megváltozik.

## Cselekmény
A kubai menekült, Antonio “Tony” Montana (Al Pacino) a Mariel kikötő megnyitása után, 1980-ban merész tervekkel érkezik az Egyesült Államokba, Miamiba, de zöldkártya hiányában, bűnöző múltja miatt egy menekülteknek fenntartott táborban kell élnie. Még a bevándorlók táborában eldönti, hogy szép lassan, végigjárva a helyi szervezett bűnözés szamárlétráját, a floridai drogbirodalom egyedüli örököse lesz. Kezdetnek a zöldkártyáért cserébe egyszerűnek ígérkező piszkos munkát vállalnak legjobb barátjával, Manolo “Manny” Riberával (Steven Bauer);. Egy gazdag férfi, Frank Lopez (Robert Loggia) megbízásából a szállásukon megölnek egy nem sokkal utánuk érkezett menekültet, Emilio Rebengát, aki korábban titkos ügynökként halálra kínoztatta Lopez testvérét. Lázadás tör ki a menekülttáborban, Manolo hangosan rákiabál késsel a kezében Rebengára, aki azonnal hátrálni kezd. Ahogy kiér a sátorból Tony gyomron szúrja. Mikor kikerülnek a táborból, először csak céltalanul csavarognak a megtestesült amerikai álom csillogó-villogó utcáin. Egy sarki kifőzdében kapnak állást, ahol a munka szünetében irigykedve bámulják az utca túloldalán elsétáló dúsgazdag polgárokat.
Láthatatlan jóakarójuk, Lopez ismét felveszi velük a kapcsolatot jobbkezén, Omar Suarezen (F. Murray Abraham) keresztül, aki fontos munkával bízza meg a lelkes kubaiakat – Lopez kolumbiai kokainszállítmányát kell átvenniük az egyik prominens üzletféltől, majd az árut elszállítani a főnöknek. Tony és Manolo – miután Omar felháborodására Tony nagyobb részesedést követelt az üzletből – oldalukon két legmegbízhatóbb sorstársukkal útra is indulnak, de az akció vérfürdőbe torkollik: az ügyfél ugyanis nem tiszteli a maffiát, és vonakodik az átadással. Tonyék végül nem ússzák meg veszteségek nélkül, egyik emberüket, Ángel Fernándezt a kolumbiai díler, Hector egy láncfűrésszel levágja a kezét és a lábát. Végül fölénybe kerülnek, miután Manolo és Chi Chi berohannak, és szétlövik az egész motelszobát (köztük Hector embereit is), ahol a találkozó lezajlott, majd Tony bosszúból a nyílt utcán Hectorral is végez.
Megszerezve a kokaint és a pénzt is, Tony telefonál Omarnak, aki azonnal utasítja, hogy vigye el hozzá a nyereséget, Tony azonban inkább maga szállítja el azt a Lopez-birodalom központjába, hiszen így Manolóval személyesen beszélhetnek Frank Lopezzel és Omarban sem bízik meg (a filmből nem derül ki, hogy Omarnak volt-e köze a hotelben történtekhez). Lopez barátságosan fogadja őket és azonnal közli, hogy bevonja a kubaiakat valamelyik készülődő akciójába és a Babylon Club-ba is magával viszi őket. Tony itt pillantja meg Lopez gyönyörű barátnőjét, Elvira Hancock-ot (Michelle Pfeiffer), aki azonnal elnyeri Tony tetszését, és nyíltan flörtölni is kezd a Babylon Club-ban.
Pár hónap múlva az immár gazdag Tony meglátogatja az Államokban élő édesanyját és húgát, Ginát (Mary Elizabeth Mastrantonio). Gina kitörő örömmel üdvözli régen látott bátyját, de Tony anyja nem osztja a lelkesedését; úgy érzi, bűnözővé vált fia szégyent hoz a kubai népre és a számára felajánlott 1000 dollárt sem fogadja el. Tony titokban oda adja Ginának, hogy a megélhetésért keményen dolgozó lány végre kiélvezhesse az életet, de ezzel lavinát indít el – Gina drogozni kezd és bűnözőkkel tölti az idejét a Babylon Clubban, ezzel feldühítve a húgát szinte betegesen féltő Tonyt. Manolo azonban első látásra beleszeret Ginába, de Tony figyelmezteti, hogy tartsa távol magát a lánytól.
Tony – miután beilleszkedik Lopez királyságába – egyre mohóbban habzsolja az élvezeteket és egyre önfejűbben kezd viselkedni; szép lassan Lopez bizalmasává válik, miután egy bolíviai drogbárónál, Alejandro Sosánál tett látogatás után Omart Sosa emberei megölik és összebarátkoznak Tony-val, viszont Sosa előre figyelmezteti Tony-t hogy soha ne próbálja őt átverni. Lopeznek egyáltalán nem tetszik, hogy Tony az ő beleegyezése nélkül kötött több millió dolláros üzletet Sosával és hagyta, hogy Sosa kivégeztesse Omart – Sosának ugyanis meggyőződése, hogy Omar besúgó volt. Tony ezek után puhatolózik Elviránál, hogy a lány nem szeretne-e hozzá menni feleségül. A féltékeny Lopez áskálódni kezd Tony ellen. A Babylon Club-ban ráállította a rendőr szövetségesét, Mel Bernstein-t, hogy pénzt csikarjon ki Tony-tól. Majd megpróbálja megöletni szintén a Babylon Club-ban, két bérgyilkost küld Tony-ra aki végez velük és túléli az esetet enyhe sérüléssel. Tony meg volt győződve, hogy Lopez szervezte a támadást, így Manolo segítségével leszámol Lopezzel: Manolo lelövi Lopezt, Tony utasítására. Tony pedig a korrupt rendőrt, Mel Bernsteint, Lopez szövetségesét is.
Most már tényleg Tony lett Florida ura, és lassan az ölébe hullik minden, amiről nehéz sorsú Kubai bevándorlóként csak álmodozott: saját vállalkozásba kezd, drága sportkocsikat vesz, Elvirával összeházasodnak, luxuspalotát építtet magának, a legmodernebb érzékelőberendezéssel és a legmegbízhatóbb testőrökkel körülsáncolva azt, úgy kezdi el habzsolni az életet, még Ginának is létesít egy pazar szépségszalont.
Minden tökéletesen megy az immár drogbáró Tony Montana-nak, bár a drog miatt heves veszekedések alakulnak ki Tony és ismerősei közt. Elvira később elhagyja Tonyt, miután alaposan összevesznek egy luxusétteremben, azelőtt a rendőrség kavarta fel az állóvizet és a viszonylagos rend megszűnik. Tonyt pénzmosással és adócsalással vádolták, és kiderül, hogy Sosa is nyakig ül a pácban. A bolíviai drogbáró magához hívatja Tony-t, akivel nagyon jó barátok, és beavatja problémáiba: Tony feladata eltávolítani egy politikust, aki zavarja Sosáék köreit, cserébe Sosa segít Tonynak elkerülni a börtönt. A sebhelyesarcú neki is indul a feladatnak; autóval kell követni a célszemély autóját, majd a megfelelő pillanatban aktiválják a bombát amit Alberto, Sosa embere erősítette a kocsi aljára. Tony azonban észreveszi, hogy a férfihez beül a felesége és a két kis gyerek. Közli Alberto-val, hogy ő így nincs benne az akcióban. Alberto mondja, hogyha Sosa azt mondta hogy most csináljuk akkor most csináljuk. A sebhelyesarcú elindul, Mikor már Alberto a távirányítóján lévő gombot megnyomná, Tony dühében fejbe lövi, és visszautazik Miamiba. Sosa telefonon keresztül őrjöng, amiért Tony futni hagyta a politikust, mert közben felfedezték a bombát, és lehetetlenné vált a politikus likvidálása. Mindezért Tony-t hibáztatja, aki szintén dühöngeni kezd, és jelzi Sosának, hogy kellő igény esetén elbánik vele. Előtte azonban még felkeresi Manolót, aki titokban feleségül vette a húgát, Ginát. Első megrökönyödésében Tony, aki minden férfitől óvta testvérét, lelövi legjobb barátját.
A sokkos állapotban lévő Ginával együtt Tony visszatér a birtokra, melyet Sosa bérgyilkosai már körülvettek. Tony ezalatt kábítószerhez és alkoholhoz nyúl barátja megölése után és csak akkor kezdi el felmérni, hogy mit is tett. Gina közben bejön és fegyverrel a kezében azzal vádolja Tonyt, hogy az iránta érzett vonzalma miatt féltette őt annyira és követeli, hogy most már teljesítse be a vágyat, kövessen el vérfertőzést vele. Váratlanul egy bérgyilkos tör be az ablakon és félreértésből Ginát lövik le. Tony megöli a betolakodót, majd tudatosul benne, hogy egy egész hadsereg tör az életére. Testőrei halála után a főnöknek is fegyvert kell fognia, ha életben akar maradni. Számos ellenségével végez, de ő is kap néhány halálos lövést, bár azt dühében és az erős drogos befolyásoltság miatt nem érzi. Sosa fő bérgyilkosa, Skull (aki Omar halálánál is közreműködött) dupla csövű sörétes puskával hátulról lelövi Tonyt, aki az úszómedencébe zuhan, holtteste felett a szobron a film mottójául szolgáló „The world is yours” (Tiéd a világ) felirat látható.

## Szereplők
| Szerep                                                                                            | Színész                     | Szinkronhang     |
| ------------------------------------------------------------------------------------------------- | --------------------------- | ---------------- |
| Antonio „Tony” Montana; kubai menekült, a film főszereplője                                       | Al Pacino                   | Végvári Tamás    |
| Manolo „Manny” Ribera; Montana legjobb barátja, később üzleti partnere, Gina szerelme és férje    | Steven Bauer                | Stohl András     |
| Elvira Hancock; Lopez barátnője, majd Tony felesége                                               | Michelle Pfeiffer           | Kocsis Judit     |
| Gina Montana; Tony húga, majd Manolo szerelme és felesége                                         | Mary Elizabeth Mastrantonio | Czifra Krisztina |
| Frank Lopez; drogbáró, Tony és Manolo első munkaadója                                             | Robert Loggia               | Buss Gyula       |
| Georgina „Mama” Montana; Tony és Gina édesanyja, aki ellenzi fia bűnözői tevékenységét            | Míriam Colón                | Czigány Judit    |
| Omar Suarez; Lopez jobbkeze, besúgó a rendőrségnek (Sosa szerint)                                 | F. Murray Abraham           | Beregi Péter     |
| Alejandro Sosa; nagyhatalmú bolíviai drogbáró, Tony jó barátja, üzletfele, majd legfőbb ellensége | Paul Shenar                 | Csuha Lajos      |
| Mel Bernstein; a Miami rendőrségnél dolgozó korrupt nyomozó, Lopez szövetségese                   | Harris Yulin                | Szélyes Imre     |
| Chi Chi; Tony egyik legjobb barátja és bűntársa, testőre                                          | Ángel Salazar               | Halmágyi Sándor  |
| Angel Fernandez; Tony egyik menekülttársa és barátja                                              | Pepe Serna                  | Juhász György    |
| Alberto, az Árnyék; Sosa bérgyilkosa                                                              | Mark Margolis               | Balázsi Gyula    |
| The Skull; Sosa fő bérgyilkosa                                                                    | Geno Silva                  | nem szólal meg   |
| Hector; egy piti kolumbiai drogdíler                                                              | Al Israel                   | Kiss Gábor       |
| Ernie; Lopez személyes testőre, később Tony testőre                                               | Arnaldo Santana             | Rosta Sándor     |
| Nick; Tony barátja és testőre                                                                     | Michael P. Moran            | Bata János       |
| George Sheffield; Tony ügyvédje                                                                   | Michael Alldredge           | Bácskai János    |
| Jerry, a bankár; Tony bankára                                                                     | Dennis Holahan              | Felföldi László  |
| Seidelbaum; a beépült zsidó nyomozó                                                               | Ted Beniades                | Surányi Imre     |

## Díjak, jelölések
- Golden Globe-díj (1983)
  - jelölés: legjobb férfi főszereplőnek – filmdráma (Al Pacino)
  - jelölés: legjobb férfi mellékszereplőnek (Steven Bauer)
  - jelölés: legjobb eredeti filmzene (Giorgio Moroder)
- Motion Picture Sound Editors (1984)
  - jelölés: Golden Reel (legjobb hang)
- Arany Málna díj (1984)
  - jelölés: legrosszabb rendező (Brian De Palma)
- Satellite Award (2004)
  - jelölés: legjobb klasszikus DVD kiadás

## Videójátékok
A film alapján készült hivatalos videójáték, a Scarface: The World Is Yours 2006 szeptemberében és októberében jelent meg, illetve 2007 júniusában egy frissítést is kiadtak. A játék fejlesztését a Radical Entertainment végezte, és a Vivendi Universal Games hozta forgalomba, Wii-n, PlayStation 2-őn, Xboxon és Windowson. A cselekmény szerint Tony túlélte a film végén lezajló eseményeket és feladata a hatalom visszaszerzése a városban, valamint a Sosán történő bosszúállás.
2006 októberében a FarSight Studios és a Vivendi egy második játékot is megjelentetett, Scarface: Money. Power. Respect. címmel, ezidáig csak PlayStation Portable-re. Ez a játék leginkább abban különbözik az elsőtől, hogy itt az akcióval szemben előtérbe kerül a stratégia, a drogüzlet és a Montana-birodalom irányítása.
A Grand Theft Auto: Vice City játék több alkalommal emléket állít a filmnek és számos párhuzam is felfedezhető a két mű között: mind a cselekmény helyszíne (A játékbéli Vice City valójában Miami "alteregója"), mind a korszak (a nyolcvanas évek) tulajdonképpen azonos. A főszereplők mindkét esetben kisstílű bűnözőkként indulnak és egyre magasabbra jutnak a ranglétrán; a játék során egy üres hotelszobában a láncfűrészes jelenetet felidéző díszletek vagy a Vice Cityben működő Malibu Club (mely a Babylon Club alteregója). Még a főhös neve is hasonlít Tony nevére. Tommy Vercetti egyes ruhái nagyon hasonlítanak a filmbeli ruhára, például az egyik 100%-ban megfelel Omar Suárez kék öltönyére. Tommy irodájának berendezése szinte teljes egészében megegyezik a filmbéli Tony irodájával. Az utolsó küldetés során („Keep Your Friends Close...”) bérgyilkosok özönlik el Vercetti birtokát, a film végső jeleneteihez hasonló körülmények között (bár a végkifejlet végül merőben más).
A játék előző részének, a Grand Theft Auto III-nak az egyik rádiója, a Flashback 95.6 ennek a filmnek játssza a zenéit, pontosan közülük ötöt. A rádió az egyik későbbi részben is szerepel, ott viszont nem a film zenéit, hanem a filmzene szerzőjének, Giorgio Morodernek a saját mixeit játssza. A Flashback FM a nevéből is adódóan egy 80-as éves nosztalgia csatorna, a DJ-je is megjelenik szintén a '86-ban játszódó, fent említett Vice Cityben, szintén egy 80-as popcsatorna, a – következőleg a Flashback-ből – Flash FM DJ-je.

## Újszerű stílus, kirobbanó formavilág
Annak, hogy A sebhelyesarcú-imázs merőben átalakult, nagy jelentősége van Oliver Stone forgatókönyvének és De Palma feszültségkeltő eszközeinek és kamerabeállításainak.

A közismert gengszterdráma helyszíne a napfényes Miami, a hiúságok városa, ahol elsősorban a bántóan rikító babarózsaszín árnyalatok, öltözködési stílus és zeneáramlat adja meg a kellő hangulatot. Tony Montana a hataloméhes kudarchős, aki nem igényel szeretetet, vagy egyáltalán emberi bánásmódot, és fokozatosan kiépíti a nézőben saját taszító antipatikusságát. Túlpozicionálja magát, és ebből adódik a kudarca is. Az embereken átgázoló egoista törtetése az egyik legjellemzőbb tulajdonsága, mégis áldozat lesz, amikor saját különleges becsületkódexére hivatkozva nem öl meg két gyereket az autóban, és ezzel kiszolgáltatja magát a bosszúnak. Halála szükségszerű végkövetkezménye az eseményeknek, mégis, amikor hátulról, erőfitogtató pózolása közepette belehatol a gyilkos golyó, mintha a keresztfán lógó Krisztus izmai ernyednének el. Áldozat lett belőle, ez az akkori szigorú maffiahierarchia viszonyait bizonyítja: egy kis senki nem törhet fel a csúcsra büntetlenül, a körülmények tragikus összjátéka miatt előbb-utóbb bukásra van ítélve.